# Tháp Mường Và
Tháp Mường Và là một tháp cổ được xây dựng vào thế kỷ 17, tại bản Mường Và, xã Mường Và, huyện Sốp Cộp, tỉnh Sơn La, Việt Nam.
Tháp được Bộ Văn hóa, Thể thao và Du lịch xếp hạng là di tích lịch sử quốc gia tại Quyết định số 95/1998/QĐ-BVHTT ngày 24 tháng 01 năm 1998 .

## Vị trí
Mường Và theo tiếng địa phương có nghĩa là miền đất đông người tập trung sinh sống. Đất đai màu mỡ phì nhiêu, có cánh đồng bằng phẳng và có cảnh đẹp. Cư dân ở đây phần lớn là người dân tộc Lào.
Bản Mường Và ở phía đông nam thị trấn Sốp Cộp, đi theo tỉnh lộ 105 hướng xuôi dòng Nậm Ca cỡ 5 km. Theo thời gian bản Mường Và phát triển thành trung tâm kinh tế văn hóa của xã Mường Và.

## Lịch sử
Theo truyền thuyết thì cách đây khoảng 400 năm có một thầy địa lý người Hoa đi qua vùng đất này thấy có cảnh đẹp, theo thuyết phong thủy thì là một vùng đất đẹp và ổn định. Ông đã bàn với Chẩu Hua (người đứng đầu trong vùng) để xây dựng chùa và tháp, lấy làm nơi nhân dân đến lễ phật, nghe kinh, làm lễ hội.
Liên quan đến tháp có thể có 2 ngôi chùa, mà dấu tích chỉ là nền: Một ở phía tây nam cách tháp chừng 50 m và một ở phía đông nam bản Mường Và, cách tháp chừng 1,5 km. Cả hai đều tìm thấy nền móng và gạch vồ giống gạch xây tháp .

## Hiện tại
Trong thời gian dài tháp không được bảo quản tu bổ, nên bị phá huỷ tương đối nặng. Năm 1965 máy bay Mỹ bắn phá đã phá đứt mất 0,60m đỉnh tháp.
Động đất năm 1983 làm cho tháp bị nứt dọc, vôi vữa trát xung quanh hiện nay bị bong lở nhiều, phần chân tháp bị mất hoàn toàn. Nhiều hoa văn quanh tháp và các điểm quan trọng bị mất.
Hiện nay qua tu bổ, tôn tạo cảnh quan tháp đã trở thành điểm tham quan hấp dẫn du khách mỗi khi đến Sốp Cộp